# Till Hagen
Till C. Hagen (* 20. März 1949 in Berlin) ist ein deutscher Synchronsprecher, Schauspieler, Hörspielsprecher und Hörbuchsprecher.

## Leben
Till Hagen absolvierte von 1969 bis 1971 seine Schauspielausbildung an der Max-Reinhardt-Schule für Schauspiel in Berlin. Bereits während seiner Studienzeit debütierte er als Darsteller in einer kleinen Nebenrolle im Film Sieben Tage Frist. Nach seinem Studium folgten Engagements am Theater Dortmund und Bielefeld sowie am Kindertheater im Reichskabarett zu Berlin, dem späteren Grips-Theater.
Anschließend studierte Hagen Deutsch und Theaterpädagogik und wurde Sprecher beim Deutsche Welle-Fernsehen und im Hörfunk sowie ein gefragter Synchronsprecher, unter anderem für Kevin Spacey und Billy Bob Thornton. Bekannt ist Hagen auch als Zoowärter Karl in der Kinderhörspielserie Benjamin Blümchen sowie als Synchronsprecher von Joey Gladstone ab der siebten Staffel von Full House. In der kanadischen Fernsehserie Being Erica – Alles auf Anfang leiht er Dr. Tom (Michael Riley) seine Stimme. Auch in diversen Animationsserien sprach er verschiedene Rollen, darunter die des Maximillion Pegasus aus Yu-Gi-Oh. Des Weiteren hat sich Hagen auch als Standardstimme für Clark Gregg etabliert, der meistens Agent Phil Coulson in Marvel’s Agents of S.H.I.E.L.D. und diversen anderen Marvel-Produktionen gespielt oder gesprochen hat. Ebenso gab er dem Charakter Charles Lee im Videospiel Assassin’s Creed III seine Stimme und ist langjähriger Sprecher des Sherlock Holmes in der Hörspielreihe Sherlock Holmes Chronicles des Labels Winterzeit.
Hagen spricht die Begrüßungs- und Verabschiedungsansage beim deutschen Car2go-Carsharing.

## Hörbücher (Auswahl)
- 2011: Böses Blut von Arne Dahl, steinbach sprechende bücher Schwäbisch Hall, 6 CDs 469 Min, ISBN 978-3-86974-062-1.
- 2012: Wie man Freunde gewinnt von Dale Carnegie (gemeinsam mit Stefan Kaminski), Argon Verlag, ISBN 978-3-8398-9010-3.
- 2014: German Gothic – Das Schloss der Träume, Lübbe Audio (Audible)
- 2014: The end 1 – Die neue Welt von G. Michael Hopf, ISBN 978-3-943732-56-6.
- 2015: Der Glasmurmelsammler von Cecelia Ahern, Argon Hörbücher, 6 CDs 462 Min, ISBN 978-3-8398-1450-5.
- 2021: Der Ruf des Kriegers von Kevin Hearne, Hörbuch Hamburg, ISBN 978-3-8449-2351-3 (unter anderem mit Vera Teltz & Anne Düe)

## Sprechrollen (Auswahl)
Kevin Spacey
- 1995: in Sieben als John Doe
- 1996: in Die Jury als D.A. Rufus Buckley
- 1997: in L.A. Confidential als Det. Sgt. Jack Vincennes
- 1998: in Verhandlungssache als Lt. Chris Sabian
- 1999: in The Big Kahuna – Ein dicker Fisch als Larry Mann
- 1999: in American Beauty als Lester Burnham
- 2001: in K-PAX – Alles ist möglich als Prot
- 2003: in State of Mind als Albert T. Fitzgerald
- 2006: in Superman Returns als Lex Luthor
- 2008: in 21 als Micky Rosa
- 2008: in Recount als Ron Klain (Synchro 2013)
- 2009: in Shrink – Nur nicht die Nerven verlieren als Henry Carter
- 2009: in Männer, die auf Ziegen starren als Larry Hooper
- 2009: in Moon als GERTY
- 2011: in Inseparable – Unzertrennlich als Chuck
- 2011: in Der große Crash – Margin Call als Sam Rogers
- 2013–2018: in House of Cards (Fernsehserie) als Frank Underwood
- 2014: in Kill the Boss 2 als Dave Harken
- 2017: in Baby Driver als Doc
- 2018: in Billionaire Boys Club als Ron Levin

Dennis Boutsikaris
- 2001: in Akte X – Die unheimlichen Fälle des FBI (Fernsehserie) als Dr. Peter Voss (Folge 7x18)
- 2002: in Practice – Die Anwälte (Fernsehserie) als Stv. US-Anwalt Greg Mitchell (Folge 6x14)
- 2004: in Monk (Fernsehserie) als Dr. Moris Lancaster (Folge 1x06, 2. Synchro)
- 2008: in CSI – Den Tätern auf der Spur (Fernsehserie) als Dr. Sidney Buckman (Folge 7x22)
- 2013: in Person of Interest (Fernsehserie) als Dr. Richard Nelson (Folge 2x20)
- 2015: in Freeheld – Jede Liebe ist gleich als Pat Gerrity
- 2015–2022: in Better Call Saul (Fernsehserie) als Rick Schweikart
- 2016: in Money Monster als Avery Goodloe

Clark Gregg
- 2008: in Iron Man als Agent Phil Coulson
- 2010: in Iron Man 2 als Agent Phil Coulson
- 2011: in Thor als Agent Phil Coulson
- 2012: in Marvel’s The Avengers als Agent Phil Coulson
- 2014–2020: in Marvel’s Agents of S.H.I.E.L.D. (Fernsehserie) als Agent Phil Coulson
- 2016: in Lego Marvel’s Avengers (Videospiel) als Agent Phil Coulson
- 2019: in Captain Marvel als Agent Phil Coulson
- 2021: in What If…? (Fernsehserie) als Agent Phil Coulson

Henry Czerny
- 1992: in Die Opfer von St. Vincent – Schrei nach Hilfe als Bruder Peter Lavin
- 1999: in P.T. Barnum – Ein Leben für den Zirkus als Greenwood
- 2000: in Cement als Truman Rickhart
- 2005: in Chaos als Captain Martin Jenkins
- 2006: in Gespräche mit Gott als Neale Donald Walsch / Gott
- 2016: in Lego Dimensions (Videospiel) als Eugene Kittridge
- 2023: in Scream VI als Dr. Christopher Stone

Stephen Tobolowsky
- 1991: in L.A. Law – Staranwälte, Tricks, Prozesse (Fernsehserie) als Dr. Michael Segal (Folge 4x06)
- 1992: in Basic Instinct als Dr. Lamott
- 2006: in Ghost Whisperer – Stimmen aus dem Jenseits (Fernsehserie) als Dr. Edward (Folge 1x16)
- 2010: in Buried – Lebend begraben als Alan Davenport
- 2012, 2015: in The Mindy Project (Fernsehserie) als Dr. Marc Shulman (4 Folgen)

Dylan Baker
- 2005: in Mord und Margaritas als Mr. Lovell
- 2010: in Secretariat – Ein Pferd wird zur Legende als Hollis Chenery
- 2012: in 2 Tage New York als Ron
- 2014: in Die Verschwörung – Tödliche Geschäfte als Gary Bethwaite
- 2014: in Selma als J. Edgar Hoover

Michael O’Neill
- 1992: in Jennifer 8 als Angelo Serato
- 2003: in Löwen aus zweiter Hand als Ralph
- 2006: in Welcome, Mrs. President (Fernsehserie) als Kongressabgeordneter Wilcox (Folge 1x03)

William Petersen
- 1996: in Fear – Wenn Liebe Angst macht als Steve Walker
- 1998: in Gunshy – Aus Leidenschaft zum Mörder als Jake Bridges
- 2000: in The Skulls – Alle Macht der Welt als Ames Levritt

Denis O’Hare
- 2009: in Selbst ist die Braut als Mr. Gilbertson
- 2010, 2012: in True Blood (Fernsehserie) als Russell Edgington (20 Folgen)
- 2014: in Rake (Fernsehserie) als Graham Murray (Folge 1x03)

Terry O’Quinn
- 1988: in Young Guns als Alex McSween
- 2001: in Roswell (Fernsehserie) als Carl (Folge 3x02)

Kevin Kline
- 1991: in Grand Canyon – Im Herzen der Stadt als Mack
- 2008: in Vielleicht, vielleicht auch nicht als Hampton Roth

Victor Garber
- 1993: in Hilfe! Jeder ist der Größte als Brian Spiro
- 1996: in Der Club der Teufelinnen als Bill Atchison

James Rebhorn
- 1993: in Carlito’s Way als Dist. Atty. Norwalk
- 1999: in Schnee, der auf Zedern fällt als Alvin Hooks

William H. Macy
- 1994: in Wer hat meine Familie geklaut? als Boris
- 1995: in Tödlicher Betrug als Pros. Atty Schultz

Paul Guilfoyle
- 1996: in Das große Basketball-Kidnapping als Kevin O’Grady
- 1997: in Air Force One als Stabschef Lloyd ‘Shep’ Shepherd

Dave Coulier
- 1997: in Full House (Fernsehserie) (ab Folge 7x13)
- 2016–2020: in Fuller House (Fernsehserie)

Billy Bob Thornton
- 1998: in Armageddon – Das jüngste Gericht als Dan Truman
- 2001: in Banditen! als Terry Lee Collins

Anthony Heald
- 1999: in 8mm – Acht Millimeter als Daniel Longdale
- 2006: in X-Men: Der letzte Widerstand als FBI-Vernehmungsbeamter

Anthony Wong Chau-Sang
- 2002: in Infernal Affairs als Superintendent Wong Chi-Shing
- 2003: in Infernal Affairs II als Inspektor Wong Chi-Shing

Stephen Dillane
- 2005: in Goal – Lebe deinen Traum als Glen Foy
- 2007: in Goal II – Der Traum ist real! als Glen Foy

Treat Williams
- 2005: in Miss Undercover 2 – Fabelhaft und bewaffnet als Stellvertr. FBI-Direktor Walter Collins
- 2010: in Howl – Das Geheul als Mark Schorer

Matt Craven
- 2006: in Déjà Vu – Wettlauf gegen die Zeit als Larry Minuti
- 2011: in X-Men: Erste Entscheidung als CIA Direktor John McCone

Ori Pfeffer
- 2018: in Der ägyptische Spion, der Israel rettete (The Angel) als Zvi Zamir

### Filme
- 1991: Harry Shearer in Reine Glückssache als Dr. Monosoff
- 1993: Matt McCoy in Snapdragon – Blutige Begierde als Bernie
- 1995: Dominique Pinon in Die Stadt der verlorenen Kinder als Der Erfinder/Die Klone
- 1995: Courtney B. Vance in Dangerous Minds – Wilde Gedanken als George Grandey
- 1995: John C. Vennema in Stirb langsam: Jetzt erst recht als Felix Little
- 1995: J. T. Walsh in Outbreak – Lautlose Killer als Stabschef
- 1996: Ron Silver in Girl 6 als Regisseur Nr. 2 (LA)
- 1996: John C. McGinley in The Rock – Fels der Entscheidung als Cpt. Hendrix
- 1997: Alan Rachins in Wally Sparks – König des schlechten Geschmacks als Richter Randel Williams
- 1997: Lewis J. Stadlen in In & Out als Ed Kenrow
- 1997: Arliss Howard in Vergessene Welt: Jurassic Park als Peter Ludlow
- 1999: Mark W. Johnson in Verrückt in Alabama als Pool-Manager Jim
- 2000: Douglas McGrath in Schmalspurganoven als Frenchys Anwalt #2
- 2000: John Ritter in Panic als Dr. Josh Parks
- 2000: Randy Lowell in Erin Brockovich als Brian Frankel
- 2000: Stephen Bogaert in American Psycho als Harold Carnes
- 2001: Mark Caven in Runaway Jane – Allein gegen alle als Avery
- 2001: Harry Hamlin in Lügen, Sex und Leidenschaft als Cameron Thomas
- 2001: Richard Schiff in Ich bin Sam als Mr. Turner
- 2001: Wade Williams in Ali als Lieutenant Jerome Claridge
- 2005: Oliver Muirhead in Dick und Jane als Bankangestellter
- 2006: J.J. Johnson in Flug 93 als Captain Jason Dahl
- 2006: E.J. Nolan in Spiel auf Sieg als Judd Milton
- 2006: Kieran O’Brien in The Road to Guantanamo als Off-Stimme
- 2007: Alex Trebek in Das Beste kommt zum Schluss als Alex Trebek
- 2008: Dr. Deepak Chopra in Der Love Guru als Dr. Deepak Chopra
- 2008: Patrick Thomas O’Brien in Der seltsame Fall des Benjamin Button als Dr. Rose
- 2009: David Thornton in Beim Leben meiner Schwester als Dr. Henry Chance
- 2011: Spurensuche in Ruinen: Simson Motorräder aus Suhl (Doku-Sprecher MDR)
- 2012: L. Peter Callender in Mavericks – Lebe deinen Traum als Lehrer
- 2012: Dennis Christopher in Django Unchained als Leonide Moguy
- 2016: Weniamin Borissowitsch Smechow in Survival Game als Luca
- 2017: Bradley Whitford in Get Out als Dean Armitage
- 2022: David Robb in Downton Abbey II: Eine neue Ära als Dr. Richard Clarkson

### Serien
- 1986: Richard G. Camphuis in Airwolf als Polizist (Folge 3x18)
- 1989–1993: Clarence Gilyard Jr. in Matlock als Conrad McMaster (83 Folgen)
- 1990–1992: Craig Hunt in California Clan
- 1991: James O’Sullivan in L.A. Law – Staranwälte, Tricks, Prozesse als Steven Stirling (Folge 4x12)
- 1994–1998: Walter Koenig in Babylon 5 als Alfred Bester (12 Folgen)
- 1995: Conor O’Farrell in Star Trek: Deep Space Nine als Jeff Carlson (Folge 4x07)
- 1995–1999: Vondie Curtis-Hall in Chicago Hope – Endstation Hoffnung als Dr. Dennis Hancock (104 Folgen)
- 1998: Philippe Catoire in Bob Morane als Ming
- 2001–2004: Jirou Takasugi in Yu-Gi-Oh! als Maximillion Pegasus
- 2001, 2004–2005: David St. James in The West Wing – Im Zentrum der Macht als Rep. Darren Gibson, R-MI (3 Folgen, Synchronisation 2008–2011)
- 2003: R. Keith Harris in Dawson’s Creek als Mann in Reha (Folge 6x14)
- 2005: John O’Brien in Farscape als Kato-Re (Folge 1x14)
- 2006–2015: Kevin Whately in Lewis – Der Oxford Krimi als DI Robert Lewis (33 Folgen)
- 2010: Professor Peterson in CHI RHO – Das Geheimnis
- 2012: Tom Amandes in Lass es, Larry! als Bert (Folge 6x04)
- 2012–2015: Richard Bligh in Miss Fishers mysteriöse Mordfälle
- 2012–2015: David Costabile in Suits als Daniel Hardman (2.01, 2.03–2.05, 2.07–2.10, 2.14–2.15, 4.13, 5.07, 5.09–5.10)

### Dokumentarfilme (Auswahl)
- 2010: Hermann und das liebe Vieh

## Hörspiele (Auswahl)
- 1977–1979/seit 1981: Benjamin Blümchen, Folge 2–3, seit Folge 13 (als Zoowärter Karl)
- seit 2003: Ian G. in der Hörspielserie Offenbarung 23
- 2005: Tilman Röhrig in Ein Sturm wird kommen von Mitternacht als Anatolius
- Seit 2012: In der Hörspielserie Sherlock Holmes Chronicles  (WinterZeit Audiobooks) als Sherlock Holmes[2]
- 2015: Ivar Leon Menger, Anette Strohmeyer, Raimon Weber: Monster 1983: Die komplette 1. Staffel (Audible-Hörspielserie) als Mr Briggs
- 2019: Die drei ???, Folge 200: Feuriges Auge (als Gabriel White)
- 2020: Die drei ??? Kids, Folge 75: … und der Fußball-Roboter (als Anthony Silverman)
- 2023: Die drei ???, Folge 222: und die Gesetzlosen (als Quinn)
- 2023: TKKG, Folge 227: Zwei für Zwölf (als Franz Xaver Oberthür)
- 2023: Die drei ??? Kids, Folge 94: Falsche Vampire (als Schäfer)
- 2024: Fünf Freunde, Folge 159: und das riesige Reptil (als Mr. Wave)
- 2024: Die drei ???, Folge 228: Der Ruf der Krähen (als Gordon Dust)
- 2025: Die drei ???, Folge 234: und der lebende Tresor (als Ernest Lubitch)